# Botryosphaeria zeae
Botryosphaeria zeae är en svampart som först beskrevs av G.L. Stout, och fick sitt nu gällande namn av Arx & E. Müll. 1954. Botryosphaeria zeae ingår i släktet Botryosphaeria och familjen Botryosphaeriaceae.   Inga underarter finns listade i Catalogue of Life.